# La Palma de Cervelló
La Palma de Cervelló este o localitate în Spania în comunitatea Catalonia în provincia Barcelona.
1. ↑  Nomenclátor Geográfico de Municipios y Entidades de Población (20240402 edition)
2. ↑   https://next.eleccions.ara.cat/municipals-28m-2023/municipi/catalunya-la-palma-de-cervello Lipsește sau este vid: |title= (ajutor)
3. 1 2   http://www.idescat.cat/pub/?id=aec&n=925&t=2016 Lipsește sau este vid: |title= (ajutor)